# Dendrobium cadetioides
Dendrobium cadetioides är en orkidéart som beskrevs av Rudolf Schlechter. Dendrobium cadetioides ingår i släktet Dendrobium, och familjen orkidéer. Inga underarter finns listade i Catalogue of Life.